# Is dit alles
"Is dit alles" is een nummer van de Nederlandse band Doe Maar. Het nummer verscheen op hun album Doris Day en andere Stukken uit 1982. Dat jaar werd het nummer uitgebracht als de tweede en laatste single van het album.

## Achtergrond
"Is dit alles" is geschreven door zanger en basgitarist Henny Vrienten. Het heeft, net zoals de meeste andere nummers op Doris Day en andere Stukken, een volwassener onderwerp dan de oudere nummers van de band. Zo gaat het over een ontevreden huwelijk, waarin de man niet wil scheiden, maar met zijn vrouw wil praten over het verbeteren van de relatie.
"Is dit alles" werd, in navolging van de eerste single van het album Doris Day en andere Stukken, een grote hit in Nederland met een negende plaats in de Top 40 en een zevende plaats in de Nationale Hitparade. Een jaar later werd het nummer door Vrienten geremixt en uitgebracht op het dubalbum Doe De Dub onder de titel "All E.S.".

## Andere uitvoeringen en gebruik in de media

### Parodie
- Van Kooten en De Bie zongen in 1983 met Doe Maar een parodie op het nummer Is Dit Alles?:"Geld is alles.". Het duo was verkleed als hun typetjes burgemeester Hans van der Vaardt en wethouder Tjolk Hekking van Juinen. Het refrein was geld is alles/leek Juinen financieel maar meer op Dallas!/geld is alles.

### Covers
- Herman van Veen met het Rosenberg Trio (1998).
- Skik (2004).
- Axl Peleman (2008).
- Guus Meeuwis met de New Cool Collective Big Band (2014).
- Zelf speelde Vrienten het lied tijdens concerten van de supergroep Vreemde Kostgangers (2016-2020).

### Gebruik in de media
- In 2006 maakte Barbara Stok een stripverhaal van het lied voor het project Strips in Stereo. Vrienten trad op tijdens de presentatie in Paradiso met begeleiding van trompettist Eric Vloeimans.
- In 2013 werd de titel in een ietwat aangepaste vorm gebruikt als de titel van de Doe Maar-documentaire Dit is alles.[4]

### Vergelijkbaar nummer
- Is That All There Is?

## Hitnoteringen

### Nederlandse Top 40
| Hitnotering: 12-06-1982 t/m 31-07-1982 | Hitnotering: 12-06-1982 t/m 31-07-1982 | Hitnotering: 12-06-1982 t/m 31-07-1982 | Hitnotering: 12-06-1982 t/m 31-07-1982 | Hitnotering: 12-06-1982 t/m 31-07-1982 | Hitnotering: 12-06-1982 t/m 31-07-1982 | Hitnotering: 12-06-1982 t/m 31-07-1982 | Hitnotering: 12-06-1982 t/m 31-07-1982 | Hitnotering: 12-06-1982 t/m 31-07-1982 | Hitnotering: 12-06-1982 t/m 31-07-1982 |
| Week                                   | 1                                      | 2                                      | 3                                      | 4                                      | 5                                      | 6                                      | 7                                      | 8                                      |                                        |
| -------------------------------------- | -------------------------------------- | -------------------------------------- | -------------------------------------- | -------------------------------------- | -------------------------------------- | -------------------------------------- | -------------------------------------- | -------------------------------------- | -------------------------------------- |
| Positie                                | 37                                     | 22                                     | 14                                     | 9                                      | 9                                      | 16                                     | 22                                     | 40                                     | uit                                    |

### Nationale Hitparade
| Hitnotering: 19-06-1982 t/m 14-08-1982 | Hitnotering: 19-06-1982 t/m 14-08-1982 | Hitnotering: 19-06-1982 t/m 14-08-1982 | Hitnotering: 19-06-1982 t/m 14-08-1982 | Hitnotering: 19-06-1982 t/m 14-08-1982 | Hitnotering: 19-06-1982 t/m 14-08-1982 | Hitnotering: 19-06-1982 t/m 14-08-1982 | Hitnotering: 19-06-1982 t/m 14-08-1982 | Hitnotering: 19-06-1982 t/m 14-08-1982 | Hitnotering: 19-06-1982 t/m 14-08-1982 | Hitnotering: 19-06-1982 t/m 14-08-1982 |
| Week                                   | 1                                      | 2                                      | 3                                      | 4                                      | 5                                      | 6                                      | 7                                      | 8                                      | 9                                      |                                        |
| -------------------------------------- | -------------------------------------- | -------------------------------------- | -------------------------------------- | -------------------------------------- | -------------------------------------- | -------------------------------------- | -------------------------------------- | -------------------------------------- | -------------------------------------- | -------------------------------------- |
| Positie                                | 16                                     | 10                                     | 7                                      | 8                                      | 7                                      | 14                                     | 21                                     | 28                                     | 45                                     | uit                                    |

### NPO Radio 2 Top 2000
| Nummer met noteringen in de NPO Radio 2 Top 2000 | '99 | '00 | '01 | '02 | '03 | '04 | '05 | '06  | '07 | '08 | '09  | '10  | '11 | '12 | '13 | '14  | '15  | '16 | '17  | '18  | '19  | '20  | '21  | '22 | '23 | '24 |
| ------------------------------------------------ | --- | --- | --- | --- | --- | --- | --- | ---- | --- | --- | ---- | ---- | --- | --- | --- | ---- | ---- | --- | ---- | ---- | ---- | ---- | ---- | --- | --- | --- |
| Is dit alles                                     | 333 | 326 | 977 | 841 | 846 | 847 | 923 | 1018 | 984 | 907 | 1032 | 1033 | 851 | 785 | 897 | 1241 | 1191 | 985 | 1006 | 1045 | 1070 | 1124 | 1061 | 683 | 885 | 912 |

1. ↑  Een vetgedrukt getal geeft de hoogste notering aan.